# 欣贝根
欣贝根是德国下萨克森州的一个市镇。总面积39.48平方公里，总人口1706人，其中男性862人，女性844人（2011年12月31日），人口密度43人/平方公里。